# Paweł Kacprowski
Paweł Kacprowski (Giżycko, 17 de febrero de 1973) es un deportista polaco que compitió en vela en la clase 49er. Ganó una medalla de plata en el Campeonato Europeo de 49er de 1998.

## Palmarés internacional
| \| Campeonato Europeo \| Campeonato Europeo \| Campeonato Europeo \| Campeonato Europeo \| \| Año \| Lugar \| Medalla \| Clase \| \| ------------------ \| -------------------- \| ------------------ \| ------------------ \| \| 1998 \| Helsinki (Finlandia) \| Medalla de plata \| 49er \| |                      |                  |       |
| Campeonato Europeo |                      |                  |       |
| Año | Lugar                | Medalla          | Clase |
| 1998 | Helsinki (Finlandia) | Medalla de plata | 49er  |